# Antoine Rozner
Antoine Rozner (né le 12 février 1993) est un joueur de golf français. Il gagne le Golf in Dubai Championship en décembre 2020 et le Qatar Masters en mars 2021.
Il a également remporté deux tournois sur le Challenge Tour.

## Victoires amateur
- 2014 Grand Prix de Chiberta, Championnat de France - Coupe Ganay
- 2015 Desert Shootout, Championnat de France - Coupe Ganay
- 2016 Desert Shootout, WAC Championship

## Victoires Professionnelles

### Victoires sur l'European Tour
| No. | Date             | Tournoi                       | Carte finale          | Écart   | Poursuivants                                                      |
| --- | ---------------- | ----------------------------- | --------------------- | ------- | ----------------------------------------------------------------- |
| 1   | 5 Décembre 2020  | Golf in Dubai Championship    | −25 (63-69-67-64=263) | 2 coups | Francesco Laporta, Mike Lorenzo-Vera, Andy Sullivan, Matt Wallace |
| 2   | 14 Mars 2021     | Commercial Bank Qatar Masters | −8 (69-72-68-67=276)  | 1 coup  | Gaganjeet Bhullar, Darren Fichardt, Guido Migliozzi               |
| 3   | 18 décembre 2022 | AfrAsia Bank Mauritius Open1  | −19 (70-64-68-67=269) | 5 coups | Alfredo García-Heredia                                            |

### Victoire sur le Challenge Tour
| No. | Date        | Tournoi               | Carte finale          | Écart     | Poursuivants                                                                             |
| --- | ----------- | --------------------- | --------------------- | --------- | ---------------------------------------------------------------------------------------- |
| 1   | 5 Mai 2019  | Challenge de España   | −13 (69-73-67-66=275) | 4 strokes | Antti Ahokas, Sebastián García Rodríguez, Rasmus Højgaard, Martin Simonsen, Joel Sjöholm |
| 2   | 12 Mai 2019 | Prague Golf Challenge | −17 (70-65-68-68=271) | 7 strokes | Richard Bland, Mathieu Fenasse, Mark Haastrup, Martin Simonsen                           |

## Résultats dans les tournois Majeurs
| Tournoi          | 2021 | 2022 | 2023 | 2024 | 2025 |
| ---------------- | ---- | ---- | ---- | ---- | ---- |
| Masters          | DNP  | DNP  | DNP  | DNP  | DNP  |
| PGA Championship | CUT  | DNP  | DNP  | DNP  | DNP  |
| US Open          | DNP  | DNP  | DNP  | DNP  | DNP  |
| Open britannique | T59  | DNP  | T20  | DNP  | T59  |

DNP = n'a pas joué
CUT = n'a pas passé le cut
"T" = ex aequo

## Résultats auxChampionnats du monde
| Tournoi             | 2021 |
| ------------------- | ---- |
| Mexico Championship | DNP  |
| Match-Play          | T18  |
| Invitational        | DNP  |
| HSBC Champions      | DNP  |

DNP = n'a pas joué
"T" = ex aequo

## Vie privée
Le frère ainé d'Antoine Rozner, Olivier, est également golfeur professionnel. Olivier a remporté l'Adamstal Open en 2015 sur le Pro Golf Tour.